# ميلبيتاس (كاليفورنيا)
ميلبيتاس (بالإنجليزية: Milpitas)‏ هي إحدى مدن مقاطعة سانتا كلارا، كاليفورنيا. تم إعطاءها لقب مدينة في 26 يناير، 1954.

## المناخ
يظهر الجدول التالي التغييرات المناخية على مدار السنة لميلبيتاس:
| البيانات المناخية لـميلبيتاس      | البيانات المناخية لـميلبيتاس | البيانات المناخية لـميلبيتاس | البيانات المناخية لـميلبيتاس | البيانات المناخية لـميلبيتاس | البيانات المناخية لـميلبيتاس | البيانات المناخية لـميلبيتاس | البيانات المناخية لـميلبيتاس | البيانات المناخية لـميلبيتاس | البيانات المناخية لـميلبيتاس | البيانات المناخية لـميلبيتاس | البيانات المناخية لـميلبيتاس | البيانات المناخية لـميلبيتاس | البيانات المناخية لـميلبيتاس |
| الشهر                             | يناير                        | فبراير                       | مارس                         | أبريل                        | مايو                         | يونيو                        | يوليو                        | أغسطس                        | سبتمبر                       | أكتوبر                       | نوفمبر                       | ديسمبر                       | المعدل السنوي                |
| --------------------------------- | ---------------------------- | ---------------------------- | ---------------------------- | ---------------------------- | ---------------------------- | ---------------------------- | ---------------------------- | ---------------------------- | ---------------------------- | ---------------------------- | ---------------------------- | ---------------------------- | ---------------------------- |
| الدرجة القصوى °ف (°م)             | 79 (26)                      | 81 (27)                      | 89 (32)                      | 95 (35)                      | 101 (38)                     | 109 (43)                     | 108 (42)                     | 106 (41)                     | 108 (42)                     | 101 (38)                     | 85 (29)                      | 79 (26)                      | 110 (43)                     |
| متوسط درجة الحرارة الكبرى °ف (°م) | 58 (14)                      | 63 (17)                      | 68 (20)                      | 72 (22)                      | 76 (24)                      | 82 (28)                      | 84 (29)                      | 84 (29)                      | 82 (28)                      | 74 (23)                      | 65 (18)                      | 58 (14)                      | 72 (22)                      |
| متوسط درجة الحرارة الصغرى °ف (°م) | 41 (5)                       | 44 (7)                       | 46 (8)                       | 48 (9)                       | 53 (12)                      | 56 (13)                      | 58 (14)                      | 58 (14)                      | 56 (13)                      | 50 (10)                      | 45 (7)                       | 40 (4)                       | 50 (10)                      |
| أدنى درجة حرارة °ف (°م)           | 24 (−4)                      | 26 (−3)                      | 30 (−1)                      | 35 (2)                       | 37 (3)                       | 42 (6)                       | 47 (8)                       | 47 (8)                       | 42 (6)                       | 36 (2)                       | 21 (−6)                      | 19 (−7)                      | 19 (−7)                      |
| الهطول إنش (مم)                   | 3.03 (77)                    | 2.84 (72)                    | 2.69 (68)                    | 1.02 (26)                    | 0.44 (11)                    | 0.10 (2.5)                   | 0.06 (1.5)                   | 0.07 (1.8)                   | 0.23 (5.8)                   | 0.87 (22)                    | 1.73 (44)                    | 2.00 (51)                    | 15.08 (383)                  |
| المصدر:                           |                              |                              |                              |                              |                              |                              |                              |                              |                              |                              |                              |                              |                              |

## توأمة
لميلبيتاس (كاليفورنيا) اتفاقيات توأمة مع:
- تسوكوبا

## أعلام
- كاناك جها
- براندون كارزويل
- إلين كاستيلو